# 格拉纳
格拉纳（義大利語：Grana），是意大利阿斯蒂省的一个市镇。总面积6.03平方公里，人口634人，人口密度105.1人/平方公里（2009年）。ISTAT代码为005056。